# ТЭС Остроленка
ТЭС Остроленка (пол. Ostrołęka) — тепловая электростанция на северо-востоке Польши, в ста километрах от Варшавы.

## Остроленка А
Первая очередь станции, известная как Остроленка А, вступила в строй во второй половине 1950-х годов. Для её комплектации использовали оборудование, ранее заказанное для других предприятий. Так, введённые в эксплуатацию в 1956-м и 1957-м два генераторных комплекта производства шведской компании Stal мощностью по 14 МВт изначально предназначались для электростанций в Людвикуве и Белостоке. Далее вступили в строй три агрегата, заказанные для предприятий бумажной промышленности у венгерской компании Lang-Ganz — в 1958-м два мощностью по 26,25 МВт, а в 1959-м ещё один с показателем 6,9 МВт. Их питали четыре паровых котла ОР-100, первоначально заказанные для электростанции в Хожуве.
В связи с расширением главного потребителя — Остроленского целлюлозно-бумажного комбината — в 1967-м добавили энергоблок в составе котла ОР-230, поставленного компанией Rafako из Рацибужа, и генераторного комплекта Lang-Ganz мощностью 34,1 МВт. В результате общий показатель электростанции достиг 121,5 МВт, кроме того, она могла поставлять 390 МВт тепловой энергии.
В 1997-м котёл № 4 типа ОР-100 модифицировали по технологии псевдоожиженного кипящего слоя до уровня OKF-40. Он предназначался для сжигания коры, которая в больших объёмах возникала во время технологического процесса целлюлозного комбината (можно отметить, что в 2011-м последний запустил собственную ТЭЦ).
По состоянию на начало 2010-х в составе Остроленка А оставались четыре генераторных комплекта Lang-Ganz, при этом общая электрическая мощность считалась на уровне 75 МВт, а тепловая — как 367 МВт.
В середине 2010-х Остроленка А вывели из эксплуатации.

## Остроленка В
В 1972-м вступила в строй вторая очередь станции, которая состояла из трёх энергоблоков мощностью по 200 МВт. Их оборудовали котлами ОР-650 производства Rafako и конденсационными турбинами 13K-200 эльблонгской компании Zamech.
В 2015—2018 годах все три турбины модернизировали с увеличением единичной мощности до 230 МВт.
В 2015-м очередь Остроленка В оборудовали теплообменниками, что позволило превратить её в теплоэлектроцентраль с тепловой мощностью 220 МВт. Для покрытия пиковых нагрузок построили котельную, работающую на мазуте. Кроме того, станцию оборудовали резервуаром-аккумулятором тепла.
Во время сооружения очереди В для неё возвели дымовую трубу высотой 120 метров. В 2008-м вступила в строй дополнительная дымовая труба установки десульфуризации газов высотой 140 метров.
Забор воды для охлаждения происходит из Нарева.

## Остроленка С
В 2018-м владелец станции заключил соглашение с консорциумом компаний General Electric и Alstom на сооружение нового энергоблока мощностью 1000 МВт. Он также будет сжигать уголь, однако будет создан по технологии сверхкритических параметров пара, что позволит достичь топливной эффективности в 46 %.
Для системы охлаждения построят градирню высотой 190 метров с диаметром по основанию 124 метра.
По планам, запуск нового блока должен произойти в 2023 году. Однако в феврале 2020-го при степени реализации проекта на уровне 5 % владелец станции решил временно приостановить финансирование для уточнения технических и экономических параметров проекта.